# Lijst van rangen van de Marine Vrouwenafdeling
Hieronder is een lijst opgenomen met de rangen van de voormalige Marine Vrouwenafdeling (Marva). De Marva is opgericht in 1944 en werd in het kader van een verdrag van de Verenigde Naties over gelijke kansen tussen mannen en vrouwen opgeheven per 1 januari 1982.
| Oppermarva rang bestaat niet meer               |
| Hoofdmarva der 1e klasse rang bestaat niet meer |
| Hoofdmarva der 2e klasse rang bestaat niet meer |
| Hoofdmarva der 3e klasse rang bestaat nier meer |
| Marva der 1e klasse rang bestaat niet meer      |
| Marva der 2e klasse rang bestaat niet meer      |